# Municipio de Graham (Iowa)
El municipio de Graham (en inglés: Graham Township) es un municipio ubicado en el condado de Johnson en el estado estadounidense de Iowa. En el año 2010 tenía una población de 489 habitantes y una densidad poblacional de 6,21 personas por km².

## Geografía
El municipio de Graham se encuentra ubicado en las coordenadas 41°43′20″N 91°24′0″O / 41.72222, -91.40000. Según la Oficina del Censo de los Estados Unidos, el municipio tiene una superficie total de 78.69 km², de la cual 78,64 km² corresponden a tierra firme y (0,06 %) 0,05 km² es agua.

## Demografía
Según el censo de 2010, había 489 personas residiendo en el municipio de Graham. La densidad de población era de 6,21 hab./km². De los 489 habitantes, el municipio de Graham estaba compuesto por el 98,57 % blancos, el 0,41 % eran asiáticos, el 0,2 % eran isleños del Pacífico y el 0,82 % eran de una mezcla de razas. Del total de la población el 1,64 % eran hispanos o latinos de cualquier raza.